# 消滅異姓王
消滅異姓王，指劉邦打敗項羽后，漢朝開啟的武力削藩進程。劉邦稱帝後，認為异姓王是漢朝的一種威脅，透過戰爭與整肅，消滅幾乎全部的异姓王。从前202年十月至前196年十月，劉邦和呂雉先后廢黜、捕殺或攻滅燕王臧荼、楚王韩信、赵王张敖、代王（原為赵国国相，自立為代國国王）陳豨、梁王彭越、淮南王英布、新的燕王卢绾。异姓王中唯有长沙王吴臣因势小不构成對劉邦的威胁，而勉強逃過一劫。消滅異姓王之後，劉邦與元老、列侯們訂立了白馬之盟，規定只有劉姓的宗室可以封王。

## 产生
秦亡后，项羽主宰天下，割魏、楚九郡为西楚，自立為王，号霸王，都彭城，又分封其他十八人为诸侯王。然项羽分封，多使亲信故旧于善地，而徙六國故王于原封國之边缘。虽尊楚后怀王为义帝，却將其流放至长沙郡郴縣（今湖南省郴州市），令英布于半途中刺殺。又由于其封赏不公，造成將領們爭奪土地而天下大乱，田齊後裔的諸王互相攻擊，田荣杀项羽所封之胶东王田市、齐王田都与济北王田安；而故燕王韩广不愿被徙置辽东，與新燕王臧荼發生衝突，韩广被攻殺；陈馀则因未被封王而不满，逐走常山王张耳，迎原趙國宗室代王赵歇复为赵王，赵歇封陈馀為趙國太傅、代王。一时间项羽所确立之新秩序完全被打破，各地叛乱，项羽疲于奔走，最后因在齐国屠城而遭到齐人顽强抵抗，深陷齐国而不能自拔。
懷王約定，先入關中者則為關中王，但項羽只封劉邦為漢王，統治秦嶺以南的漢中，而在關中另封原秦朝三位降將章邯、董翳、司馬欣等為王，號稱為三秦。刘邦对项羽未封自己为关中王而不满，乘著项羽陷於齐国之际，采用赵衍之计，暗度陳倉，兵出汉中，而原关中百姓本就对项羽及其所分封之三秦之王不满，纷纷迎入汉军。汉军迅速击败章邯等三王，兼并三秦。而兵出函谷關，并以为义帝发丧之名，与其他反项之诸侯结成第一次反项同盟，组成联军，直下彭城。项羽闻知彭城失守后，留大将龙且于齐地继续平叛，而自率精骑回击联军，于彭城、泗水、睢水连败聯军。第一次反项同盟隨著汉军大败而告瓦解，诸侯各散去。
刘邦败后再次派遣使者游说诸侯，以期二次结盟。赵、魏两国拒绝结盟，但九江王英布、彭越同意入盟。汉军攻灭魏、赵，平代地，又威降燕王臧荼。灭赵后，立张耳为赵王。而前项羽杀韩王成，另立郑昌为韩王，刘邦令韩太尉信（原韓國宗室，非大将军韩信）略韩地，虏郑昌，故立韩太尉信为韩王，是為韓王信。而韩信隨劉邦灭赵后，又奉劉邦的命令攻打齐國，得齐地后求封为假王，刘邦不得以立其为齐王。至此刘邦之“第二次反项同盟”在与项羽战争中形成。
项羽败亡后，刘邦对其中一些诸侯王进行了调整。齐王韩信改為楚王，王淮北，都下邳（今江苏邳州）；九江王英布改为淮南王，都寿春；衡山王吴芮改為长沙王，都临湘；徙韩王信于太原郡，为韩国。另外，又立佐汉有功之的蠻夷君長闽君摇和无诸分别为东海王（又称东瓯王）和闽越王。

## 原因
楚汉战争中，刘邦由于自己实力弱于项羽，但为打败项羽，不得不統一戰線，即联合其他诸侯王，对付共同敌人项羽。当项羽一亡，联盟就不复存在。而这些异姓诸侯王连城数十，多者一百多县，少者也三四县，各王國的國土，甚至较汉之直辖郡县还大。且异姓王手握重兵，专制一方。虽名义上为汉之藩臣，但汉之政令并不能及於各諸侯。垓下之战前，刘邦采纳张良之策，增加诸侯的領地，并厚赐之，诸侯才出兵与漢軍合围项羽于垓下。所以异姓诸侯王的存在，对刘氏的汉朝是严重威胁，必须解决。

## 过程

### 灭臧荼
燕王臧荼本为燕國将領，鉅鹿之戰後，从项羽入关中。项羽分封诸侯，徙燕王韩广至辽东，而立臧荼为燕王。韩广不接受此安排，臧荼攻杀韩广而并辽东。韩信灭赵、代两国，移书臧荼，臧荼惧汉军威势，故与汉结盟。
燕王臧荼本为项羽所封，其降汉只是迫于形势。在楚汉战争中，臧荼亦幾無軍功。汉灭项羽后，令各地捕项羽旧部，使臧荼心不自安，于是先下手为强。于汉五年（前202年）七月起兵反汉。刘邦率军亲征，汉五年十月（前202年十月）灭燕，俘殺臧荼。臧荼从起兵到败亡为时仅三个多月。
巧妙的是，臧荼的外曾孫女王氏為汉景帝皇后，汉武帝生母。

### 诛利幾
利幾本为项羽部將，曾为陳縣縣令。项羽败後，利幾降汉，被封为潁川侯。漢高祖五年（前202年），高祖召列侯，會於洛阳，利幾恐懼被殺而造反，立刻被漢軍平定，被殺。

### 擒韩信
刘邦对韩信有著相當複雜的情感及信任度。汉军分兵，韩信率军北攻赵、代，而令张耳为副，但因张耳乃刘邦之故交，名为副手，实为监军。及张耳立为赵王，又令曹参副之。公元前204年6月，在韓信出兵齊國之前，不斷敗北的劉邦手上僅剩幾個殘兵敗卒，潛入韓信大營，上演「晨奪將印」的戲碼，奪走韓信兵權。善於帶兵的韓信，依然懷著對漢室的忠心，在趙地訓練新兵，準備戰事。齊國知道韓信的厲害，立即調集20萬大軍嚴守邊境。大戰之前，酈食其自告奮勇，願做使者勸降齊王，得到劉邦應允。酈食其向齊王田廣、宰相田橫陳說厲害關係，漢王統一天下是大勢所趨。齊王與齊相大為動心，同意投降劉邦，並將酈食其奉為上賓，日日設宴款待。這時，韓信已經率兵東進，對劉邦的安排毫不知情。直到渡黃河前，他才突然聽說酈食其已經說服齊國投降，準備班師回營。蒯通（原名蒯徹）卻認為，此時休戰極為不妥。韓信奉劉邦之名伐齊，雖然有漢使勸降齊國，但劉邦並沒有收回出戰的命令。如果韓信停止攻打齊國，是不遵守劉邦的命令；此時齊國放鬆戒備，正是出兵的大好時機。於是，韓信迅速渡河攻城，奇襲齊國邊境，消滅齊軍主力，直搗齊都臨淄。致使郦食其惨为齐王所烹。而且從史實中不難看出，韓信和酈食其都是在劉邦的命令下，各行其是。相反，韓信不出兵才是違反軍命，難逃罪責。劉邦畏懼齊國大軍，利用酈食其增加收服齊國的勝算，又擔心齊國不會真心臣服，暗中希望韓信能夠一舉平定。而后又求立为「假齐王」（代理齊王），时刘邦与项羽相持，处境危艰，度力不能制，遂采纳张良之议，甚至加碼，使张良往齐而立其为正式齐王。
汉五年（前202年）十二月，劉邦討伐項羽，邀約诸侯一同會師垓下，派人赴齊國召韩信，韩信拒不与刘邦会合。刘邦又采纳张良之策，大广诸侯之地，诸侯們才參與垓下之戰。项羽亡后，刘邦驰入韩信军中，收其兵符。刘邦称帝后，徙其为楚王。
汉六年（前201年）十月，有人告發韩信谋反。钟離昧本为项羽的心腹大将，在劉邦統一後降韓信。劉邦卻因钟離昧對項羽的忠心而要打算殺他，但韓信卻保護著他，讓他到楚地。汉六年（前202年）十月，韓信擔心被劉邦殺害，與鍾離昧商量對策以自保，钟離昧說：「皇帝之所以不敢攻打您，是因為我們在一起，如果要逮捕我而取悅皇帝，我今天會死，您也很快就會滅亡。」遂自殺。韓信割下钟離昧之首級。
十二月劉邦会诸侯于陈县，彭越、英布、韩信都到了陈县与刘邦会合，雖然韓信帶了钟離昧之首級給劉邦，劉邦還是把韓信捉回洛阳，將其贬为淮阴侯。韩信被贬后，耻于与其他功臣为同列，对自己受此待遇不满，心生怨望，常稱病不朝。陳豨于汉十一年（前196年）在代國造反，刘邦亲征。舍人乐说告韩信欲攻皇后与太子以应陳豨，吕后采纳萧何之计杀掉韩信，夷三族。
劉邦平定陳豨，班師回朝，得知韓信已死，既慶幸消除威脅，也為韓信的死感到惋惜。

### 反韩王信
韩王信，姓韩名信，因与淮阴侯同名同姓，故后人称其「韩王信」以区别之。韩王信为战国韩国宗室，韩襄王之孙。初与韩王成、韩相国张良一起在韩地起兵。刘邦率军入关，过韩，韩王信随刘邦入关。刘邦为汉王入汉中就国，韩王信随从，任太尉。项羽杀韩王成，立郑昌為新韩王。刘邦拜韩王信为韩太尉，略韩地，并允诺若占领韩地，则立其为韩王。韩王信攻韩，郑昌败降，刘邦因立韩王信为韩王，故称韩王信。
韩王信虽为诸侯，然常将兵随汉王刘邦作战。荥阳之战，守将周苛、韩王信皆被俘。周苛不屈而死，而韩王信先降，又逃归漢軍。刘邦称帝后，以韩地近关中，且认为韩王信有雄才，故于六年十二月甲申，以太原郡三十一县为韩国，徙韩王信称王于太原，定都晋阳。韩王信知刘邦对其猜忌，故上书請求，定都马邑。
汉六年（前202年）秋九月，匈奴围马邑，韩王信上书长安告急求援。刘邦疑韩王信与匈奴合谋，遣使責備韩王信。韩王信恐懼，只好降於匈奴。七年（前201年）冬十月，汉高祖亲征韩王信，破信于铜鞮。韩王信逃入匈奴，与其将曼丘臣、王黄共立战国时赵国之后赵利为王，收散兵，与匈奴联军攻汉。冒顿单于派左贤王、右贤王各带兵一万多骑与王黄等屯兵广武以南至晋阳一带，企图阻挡汉军北进。汉军乘胜追击，在晋阳打败了韩王信与匈奴的联军，乘胜追至离石（今山西省呂梁市），再次击败韩王信与匈奴的联军，匈奴冒頓再次在楼烦西北的石集结兵力，在被劉邦率領的骑兵部队擊潰，匈奴越过句注山逃跑。刘邦追至平城，中了匈奴的埋伏，遂发生白登之围，七天後周勃以攻下东南的楼烦三座城池后與劉邦会合解圍，复以太仆从击胡骑句注北，大破之。以太仆击胡骑平城南打退冒頓。
汉十年（前198年），韩王信令王黄游说勸反阳夏侯陈豨。十一年（前197年）春，与匈奴联合，入叁合，汉使棘蒲侯柴武拒之，战于叁合。战前柴武發书与韩王劝其投降，韓不聽，柴武遂进攻叁合，阵斩韩王信。
汉文帝十四年，韩王信之子韩颓当与信孙韩婴以匈奴相国的身分降汉。七国之乱时，韩颓当以列侯身分參與平叛的戰事，功冠诸军。韩颓有庶孙二人韩嫣、韩说，皆有宠于汉武帝。韩嫣恃宠而骄，自行出入後宮，为武帝之母王太后所怒，賜自盡。韩说从卫青征匈奴，以功被封为龙额侯，但不久又失去爵位。後來，以横海将军身分討伐两越，以功封按道侯。巫蛊之祸起，被杀。其子韩增为汉宣帝之麒麟阁功臣之一。

### 废張敖
赵王張敖为刘邦之女婿，娶鲁元公主。其父张耳战国时期为信陵君门客，后为外黄之邑宰。汉高祖少年為遊俠时，曾到大梁投奔信陵君，但信陵君已經過世，只好投奔张耳，成為張耳的門客。陈胜發動大澤之變後，张耳往从，劝陈胜缓称王。在陈胜拒绝采纳其议后，张耳知陈胜不能成事，遂求分兵略地。至赵立武臣为赵王。武臣死后，张耳又立赵歇为赵王，自己仍为赵相。在鉅鹿之戰後，以赵相国身分跟随项羽入关，因此被封为常山王，王赵故地。不久陈馀来攻，张耳不敌，逃归汉王刘邦。
汉分兵北略赵、代等地。张耳因与刘邦素有交情，表面擔任韩信副將，实为监军。韩信占领赵国后，上书刘邦请立张耳为赵王，刘邦欣然从之。次年，张耳病故，其子張敖继立。白登之围后，刘邦过赵，張敖执子婿礼甚恭，而刘邦却甚倨傲。赵相國贯高对刘邦的无礼深为恼怒，遂八年冬（前200年）試圖刺殺劉邦，即“贯高谋反事件”。九年冬十二月，贯高谋反事件被发觉，捕赵王下狱。后查实赵王確實並未參與此事，但被連坐，仍除其國，废为“宣平侯”。
吕后称制，封诸吕為王，張敖之子张偃以鲁元公主之子故，也封为鲁元王。前180年，吕后病逝，大臣与皇族发动诛灭诸呂。張敖之子皆被废。汉文帝继位后，张偃被封为“南宫侯”。

### 斬陳豨
陳豨封為陽夏侯、趙國國相，並以趙相的身分，鎮守代地，统帅赵、代两地的军队。陳豨好宾客，皆不法，因此为周昌所告。时韩王信亦派王黄往说其谋反，于是十年九月陈豨反，自立为代王，攻略代、赵两地。高祖刘邦率军亲征。
十一年冬，刘邦进驻邯郸，豨將侯敞將萬餘人游行，王黃將千餘騎兵攻擊曲逆，張春將卒萬餘人度河攻聊城。漢將軍郭蒙與齊兵合擊，大破之。太尉周勃道太原入定代地，至馬邑，馬邑不下，城中困苦。豨將趙利守東垣，为刘邦所下，後刘邦回到洛邑，命周勃继续攻擊代地。汉十二年周勃攻下代國，斬陳豨於當城。

### 酼彭越
彭越，昌邑（今屬山東省）人，原于鉅野澤（今山東鉅野縣）为盜匪。陈胜、吴广發動大澤之變時，彭越亦起兵。沛公刘邦从碭郡北攻昌邑，彭越率军协助。
在秦朝將領章邯攻灭魏國之後，彭越在鉅野聚集魏國的散兵游勇共達一万餘人，自成一股勢力。项羽分封十八路諸侯時，彭越没有得封，因此彭越势力独立各诸侯之外。
齊國公族田荣不服项羽分封，自立為齊王，攻项羽所封之齐王（臨淄王）田都和济北王田安，並封彭越為将军，使其攻楚。项羽派萧公角迎战，彭越大破楚军。刘邦东征，彭越与魏豹共击楚军，刘邦立魏豹为魏王，拜彭越为魏相国攻略梁地。
彭越与刘贾为中国游击战之鼻祖。楚汉战争中，彭越率其部，往来袭扰楚军。项羽往往因此疲于奔命。汉三年，彭越绝楚粮道于梁地。四年冬，彭越再趁项羽与刘邦相持之机，克楚睢阳、外黄十七城。等项羽返攻，彭越北走谷城。汉五年，彭越下昌邑旁二十餘城，得十餘万斛之穀。
刘邦拜彭越为梁相国，战前召其击楚，彭越以魏地初定为借口，不出兵。项羽于陽夏固陵兵敗逃入陳下，刘邦遂采纳张良之议，允诺灭楚后许封其为梁王并广其地。彭越于是出兵，与诸侯合围项羽，即垓下之戰。刘邦称帝，封彭越为梁王。
陳豨於代國造反，刘邦亲征，派人在梁地徵兵。彭越称病不从。刘邦怒，派人责彭越。彭越部将扈辄劝其起兵反，彭越不听。时彭越与其太仆有矛盾，要杀太仆。梁太仆逃往汉，告发彭越欲与其将扈辄谋反。刘邦派使者到梁国，使者趁梁王不备，逮捕梁王，囚之洛阳，并召有司治彭越之罪。
后刘邦赦免彭越，贬为庶人，流放于蜀。然彭越命中该死，在于去蜀道中遇见吕后。彭越向吕后哭訴，求吕后为他求情伸冤，免除流放蜀中而留在故乡昌邑。吕后佯应所求，带彭越回洛阳。吕后一到洛阳，就劝刘邦立即杀掉彭越，并令其舍人再告彭越谋反。于是彭越被呂后斬殺，族滅三族，屍體受酼刑，剁成肉醬，朝廷還用這些肉醬來恫嚇各諸侯王。

### 定英布
英布因在秦朝曾受过黥刑，故又称黥布，被發配到骊山建骊山陵。黥布途中与其他一些刑徒逃跑，成为强盗。
陈胜起兵之後，黥布求见番陽君吴芮劝其起兵响应，吴芮認為很有道理，起兵反秦，還把自己的女儿嫁给英布。不久听闻项梁亦起兵，遂率兵前往投奔项梁。项梁过江，击景驹、秦嘉等，英布常冠诸军。项梁在得闻陈胜确实已死的信息后，立前楚怀王之孙熊心为楚后怀王，英布被封为当阳君。
前208年十月，楚後懷王分兵，一支以安国侯沛公刘邦率领向西攻打关中；另一支则由卿子冠军上将军宋义与长安侯项羽率领北上救赵，英布为宋义、项羽、范增帐下诸将之一。十一月，项羽杀宋义夺兵权，派英布渡河击秦军。英布在鉅鹿之戰中，以少胜多，功冠诸军，诸侯軍隊因此多加入项羽。前207年六月，秦将章邯降项羽，英布奉项羽令坑20万秦卒于新安。项羽兵临潼关不得入，英布大破刘邦之关下军，遂入关。已而项羽分封诸侯，英布以功被封为九江王。
前207年八月，英布奉项羽命令暗杀了楚后怀王。田荣对项羽分封不满，先杀欲接受项羽分封的故齐王田市，接着又击并项羽所分封之齐王田都和济北王田安，并送彭越将军印使其击楚。项羽因此北击齐，因残暴好杀而深陷齐地无法抽身。于是向九江徵兵，但英布阳奉阴违，仅派数千人去应付项羽。之后，汉王刘邦纠集五国军队攻楚都彭城，英布却坐视不救。因此英布与项羽之间产矛盾。
前205年十一月，汉使随何成功说服英布背楚为汉。英布与楚战，为楚将龙且所破，只好只身逃到汉王刘邦处。时九江为项伯所夺，布之妻子皆被害。英布招数千散卒，并得到汉王刘邦补充的部分军队，与汉军俱屯荥阳。次年（前203年）七月，立为淮南王。垓下之战，项布与诸侯率军合围项羽于垓下，共击项羽。及项羽败亡，刘邦再次确认其王位，以九江、庐江、衡山、豫章四郡为淮南国，都六（今安徽六安）。
汉十一年冬，吕后诛杀淮阴侯韩信，同年夏又诛杀彭越。英布因此内心大恐，暗地进行准备以备不测。英布懷疑其中大夫贲赫私通自己的愛妃，故欲杀贲赫。贲赫逃到长安，遂以淮南之情势上书朝廷，言淮南欲反。英布遂族滅贲赫之家，正式举兵反叛。
英布反后，汝阴侯滕公夏侯婴，向刘邦推荐薛公來出謀劃策。薛公是原本楚國令尹，他分析，英布有上中下三策，上策就是東取吳，西取楚，合併齊，拿下魯，並傳檄使燕、趙各安其國，這樣山東（崤函以東）就不是漢朝所有了。中策就是東取吳，西取楚，合併韓，拿下魏，並奪取敖倉之粟，堵住成皋，這雙方勝負就難分難曉。下策是東取吳，西取下蔡，將輜重歸於越，而本人往長沙，這樣陛下就可安枕無憂了。而且必取下策！英布及其手下皆為驪山亡命刑徒出身，只想著自身利益，並無遠見。时刘邦病重，本不欲亲征，欲使太子劉盈代为出征。太子之门客商山四皓力陈利害，劝太子勿出征。吕后因此泣谏刘邦勿令太子出征，樊哙闯宫，刘邦无奈只好抱病率军亲征。英布初以为刘邦年事已高必不能亲征，而所虑者韩信、彭越等皆已死。起兵果如薛公所言，出兵东击荆国，荆王刘贾走死富陵。渡淮击楚，与楚战于徐（今安徽泗县）、僮（今安徽宿县）间。楚兵战略失当，为三军，结果英布败其一军，另二军皆散走。
英布遂率军西向，前196年十月与汉军在蘄西會戰。英布的部隊訓練精良，刘邦就堅守庸城，见英布的布阵就像项羽的軍隊，因而生厭。刘邦于两军对垒时遥对英布曰：“你何苦造反呢？”英布对曰：“我想當皇帝罷了！”，劉邦大罵之。於是两军交战，结果英布战败而走。而齐国国相曹参率领的齐兵也赶到，对淮南军队进行夹击，淮南军队接连失利。刘邦遣别将追击，大败英布于洮水南、北，英布逃脫，仅得数百人渡江南。
长沙王吴臣因为吴芮是英布的妻舅，寫信給英布，伪称要与之俱逃於越。英布信以为真，遂入番阳，结果在番阳兹乡（今日鄱陽湖湖區）被吳臣派來的人刺杀。

### 走卢绾
卢绾与汉高祖刘邦是同鄉，而且同年同月同日生，劉家與盧家是世交，且卢绾自小与刘邦還是同窗，情同手足，互相友爱，漢朝建立之後，卢绾亲贵无比，甚至可以自由出入后宮。燕王臧荼造反被平定后，刘邦因立太尉卢绾为燕王。汉十二年，异姓诸侯王除长沙王和卢绾之外，悉数被灭，卢绾对此心不自安。
初，卢绾曾助刘邦击陈豨，攻其东北。卢绾還派賓客张胜到匈奴，阻止匈奴援救陈豨。张胜却听了臧荼之子臧衍的计谋，反令匈奴助陈豨攻燕，联络陈豨，与汉对抗，卢绾上奏劉邦，將張勝滅族，但張勝卻告訴卢绾說，燕國是抵抗匈奴的前哨站，如果不培養匈奴的實力，劉邦一定也會滅亡燕國，就是「養寇以自重」的道理。卢绾恍然大悟，又包庇張勝一家，隨便殺了幾個替死鬼當作張勝的親人，並要求張勝逃至匈奴，擔任燕國的聯絡官。又暗中派范齐去找陈豨密谋。谋泄，刘邦两次派人召卢绾，卢绾称病不行。
二月，刘邦派樊哙攻击卢绾，令皇子刘建为燕王。卢绾带领数千人在塞下观望形势。至四月，闻刘邦卒，遂亡入匈奴，被匈奴封为东胡卢王。高时期，卢绾之妻携子归汉。

## 影响
刘邦诛除异姓，在主观上就是解除他们对自己刘氏政权的威胁。在诛除异姓王之后，又大封同姓王。不过新分封之同姓权势虽大，但已与先前异姓王之权力不可同日而语。朝廷对王国之权进行了如下限制：
1. 國相等重要官吏不得由王國自置，王国只可置兩千石以下级别的官员；
2. 诸侯王无朝廷虎符不得发兵，这样限制了诸侯王之军权。
3. 山海湖泽之利益（食鹽、礦產等）归予朝廷，王国不得擅自开发利用。
4. 诸侯王必须定期朝觐天子，平时不准私自出国境。
5. 诸侯王不得封人爵位、赦人死罪，亦不能收纳逃亡的匪徒。
6. 诸侯王不得私交外戚，不得对朝廷大臣私行赏赐，不得与其他诸侯王私下交往。